# Skrubbsår
Skrubbsår är ett sår som orsakas av skador i hudens yttre lager. Såret uppstår när exponerad hud i rörelse kommer i kontakt med en skrovlig yta som slipar eller gnuggar bort de yttre hudlagren. Skadan som uppstår påminner om ett brännsår, men det är ofta mindre allvarligt då värmen som orsakar ett brännsår ger större skadeverkan på huden.
Det är viktigt att rengöra såret ordentligt och att skräp tas bort för att undvika infektion samt att förhindra att främmande föremål blir kvar i såret under läkeprocessen som kan ge fula ärr. Vanligtvis sker det med vatten och mild tvål. Även bedövande salva kan användas till personer som har fyllt två år.

## Läkeprocessen
Galleriet nedan visar läkeprocessen av ett skrubbsår efter att en handflata skrubbats mot betong.

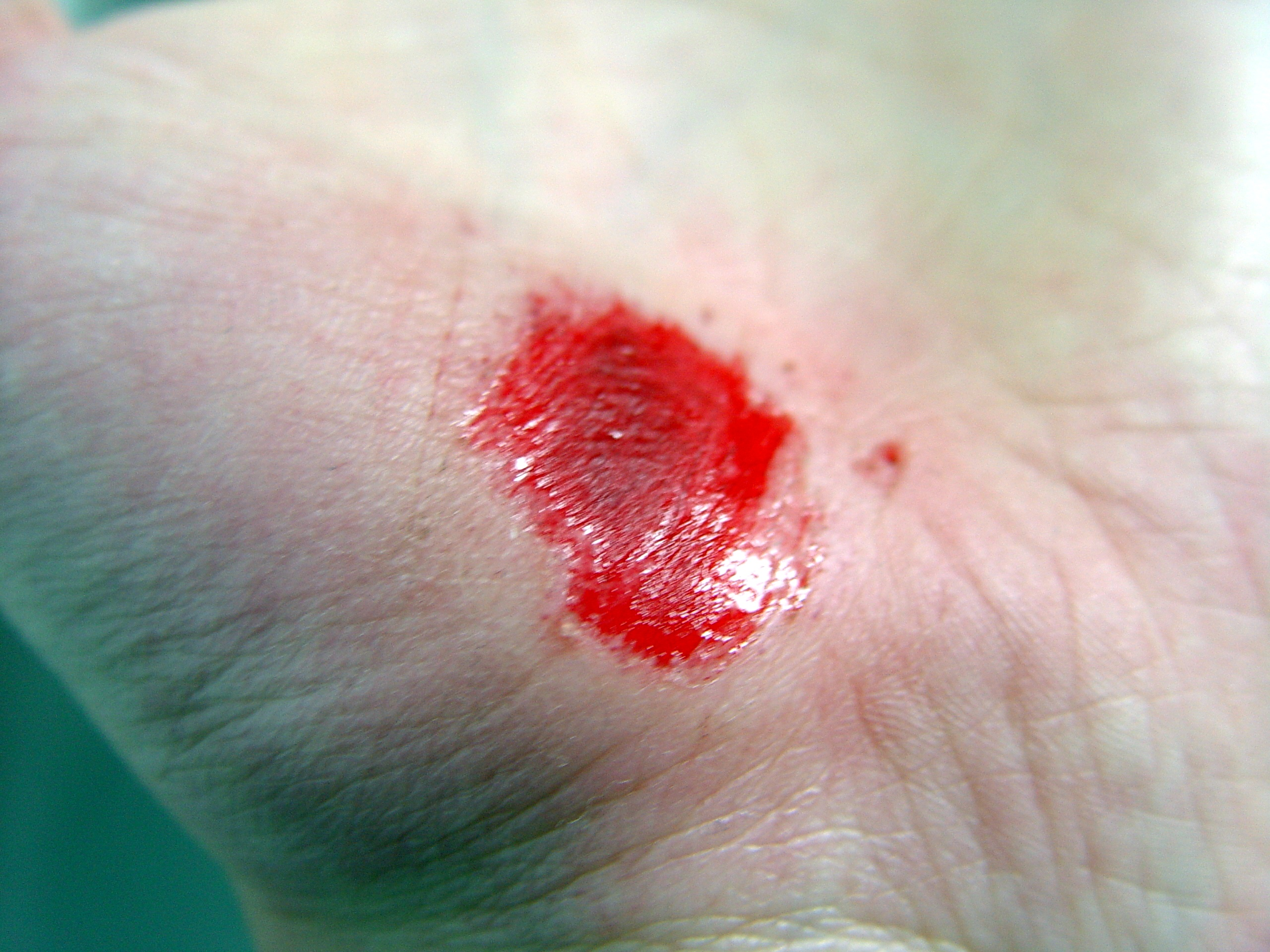
32 minuter efter skada.
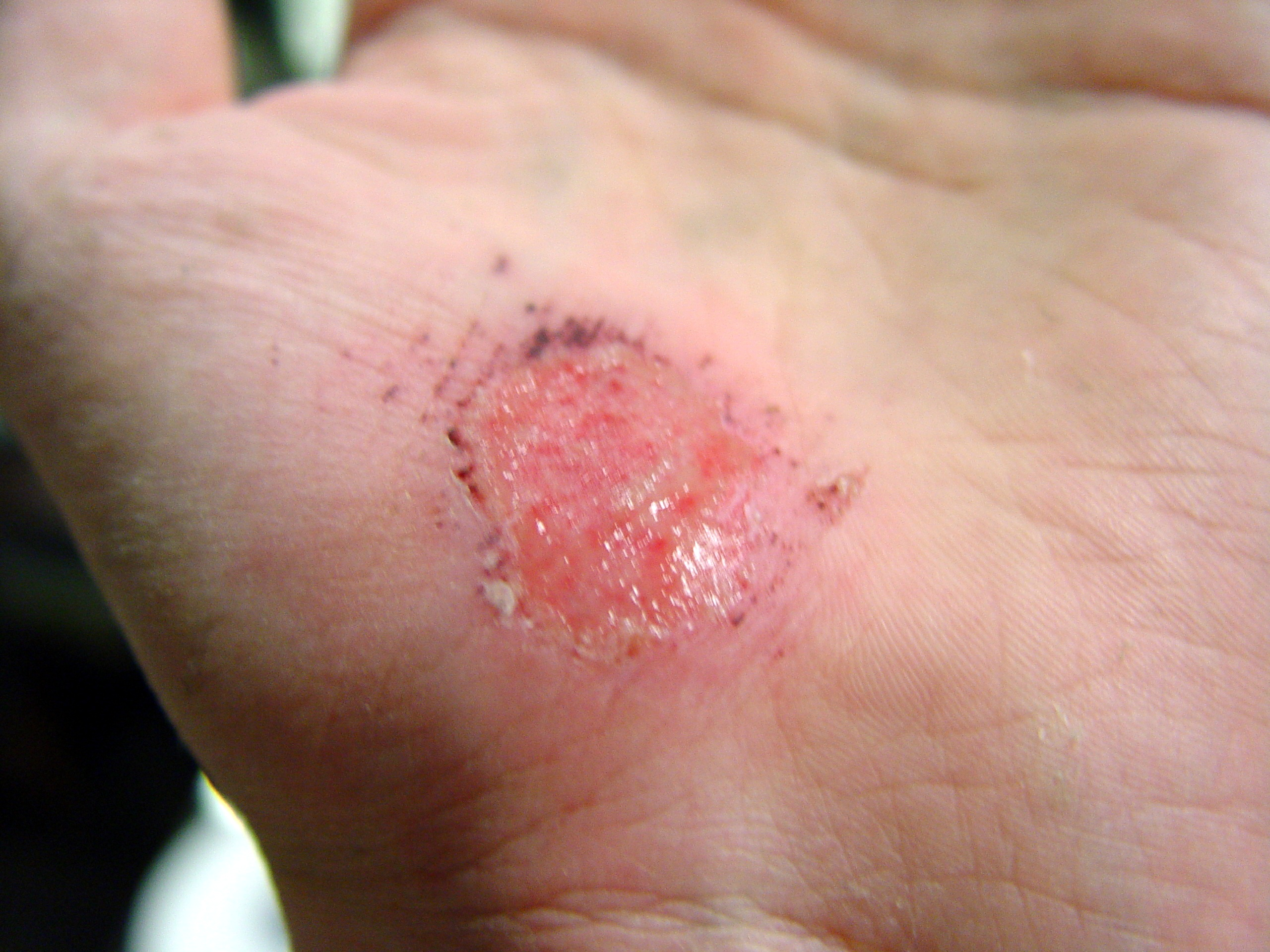
1 dag 19 timmar 32 minuter efter skada.
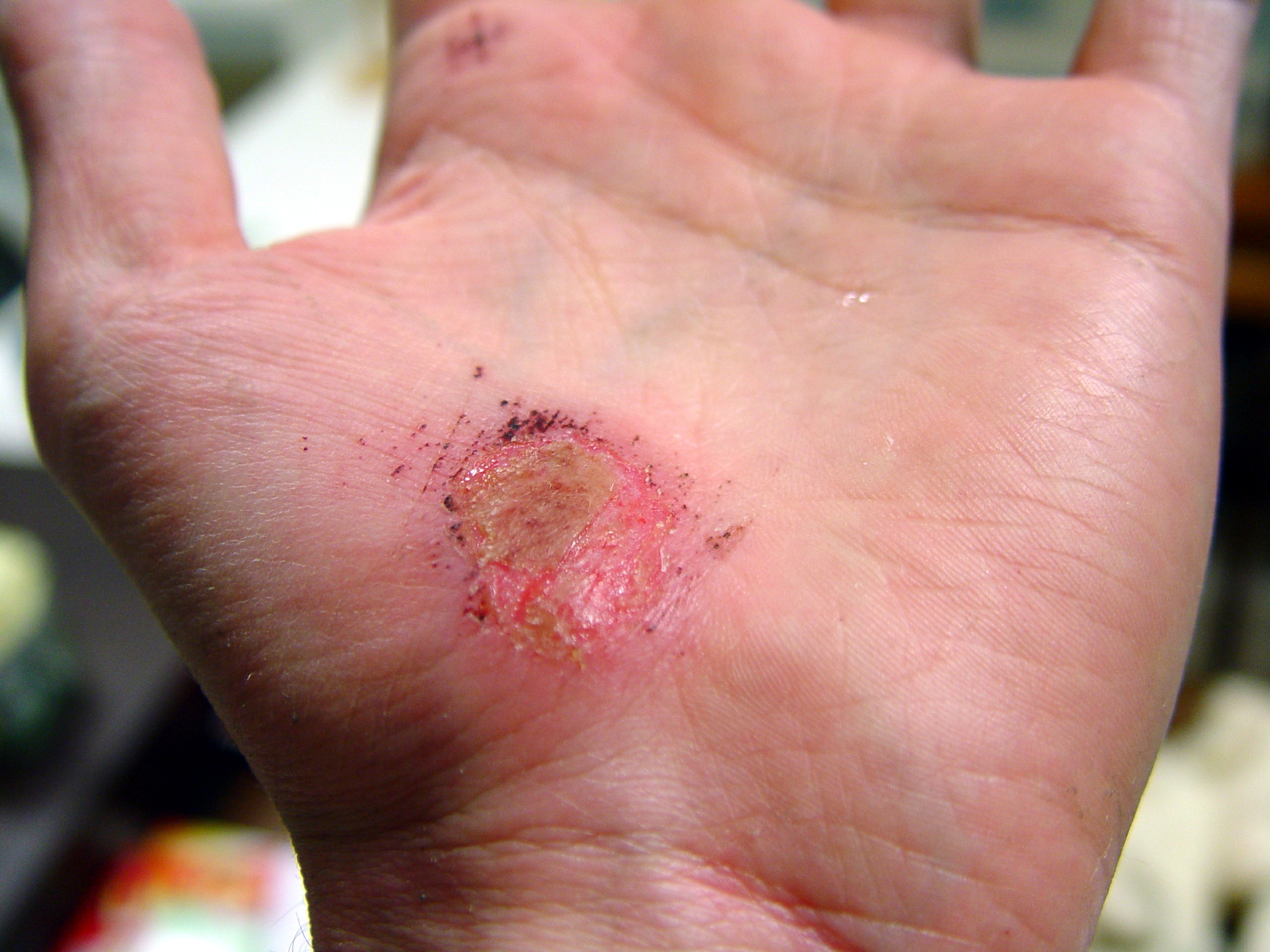
2 dagar 22 timmar 12 minuter efter skada.
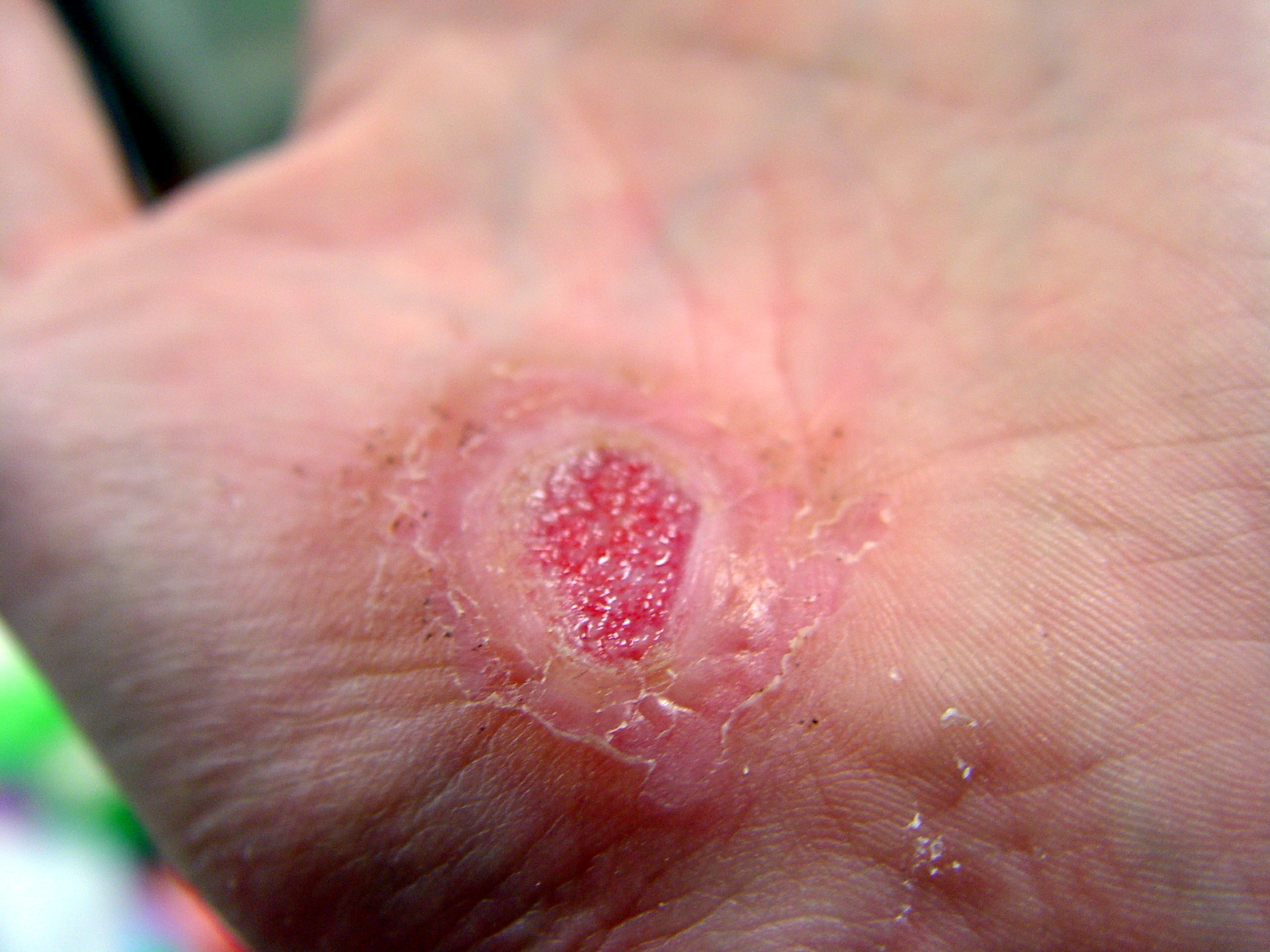
13 dagar 15 timmar 30 minuter efter skada.
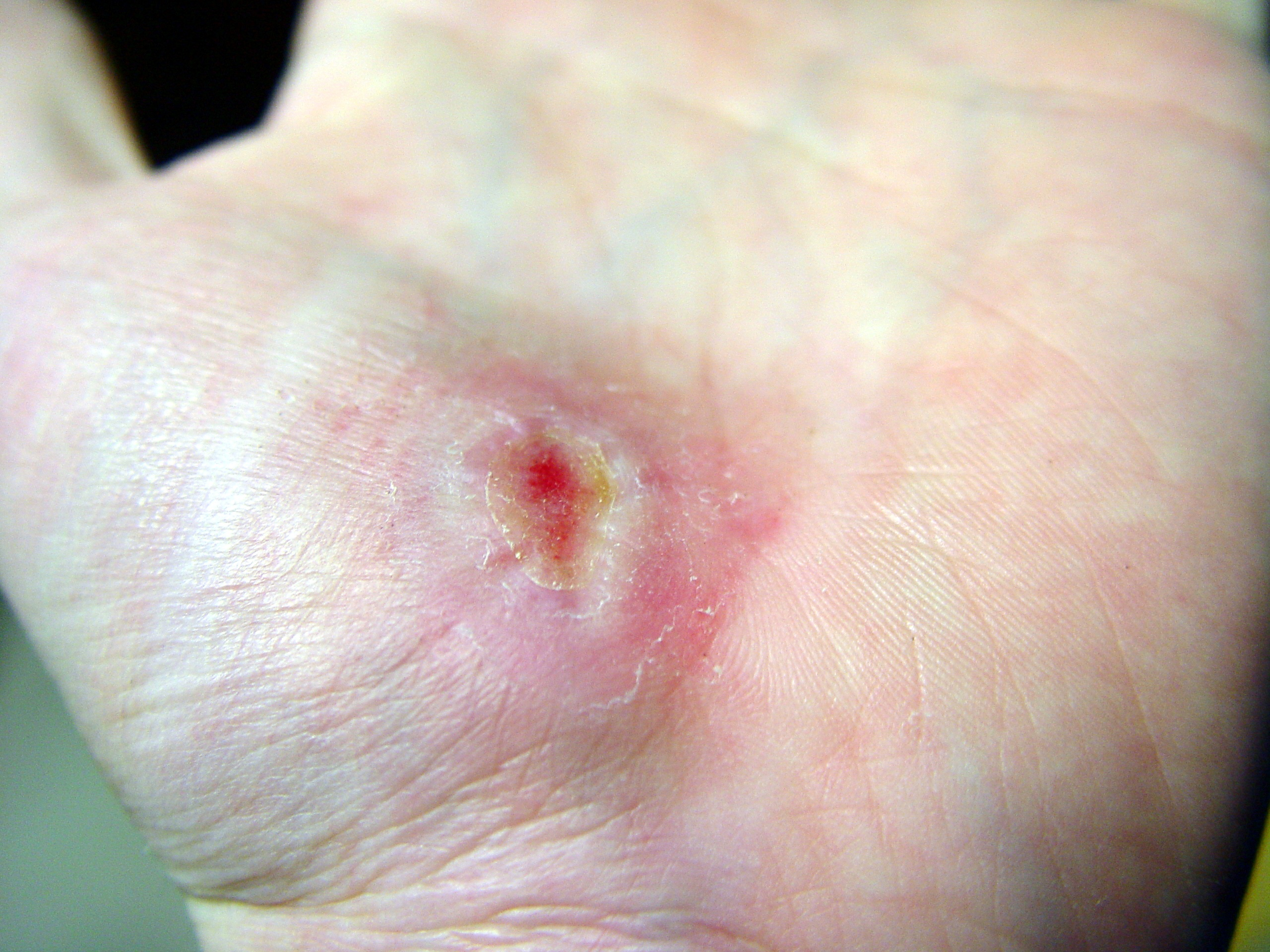
18 dagar 11 timmar 43 minuter efter skada.
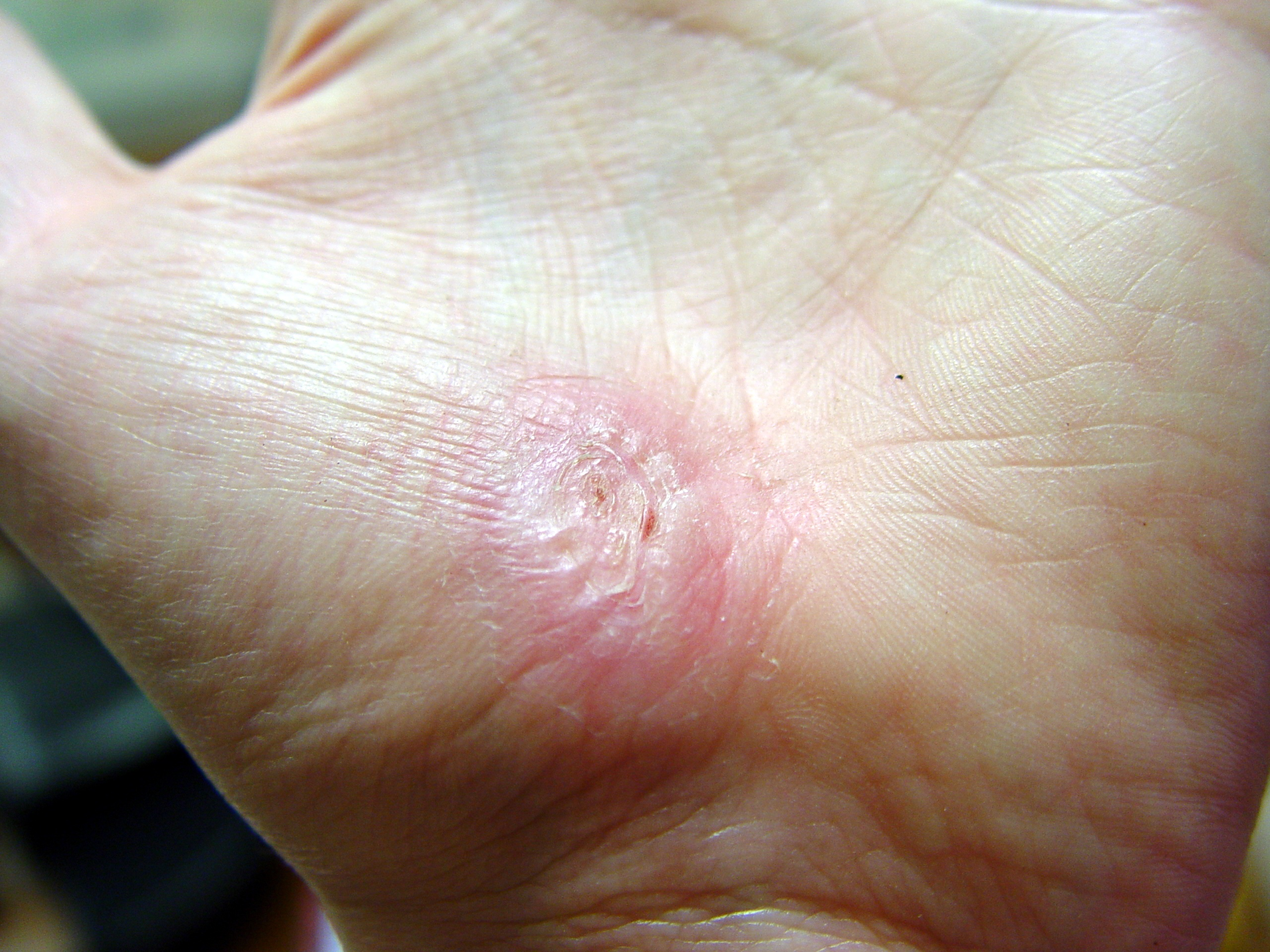
21 dagar 18 timmar 21 minuter efter skada.
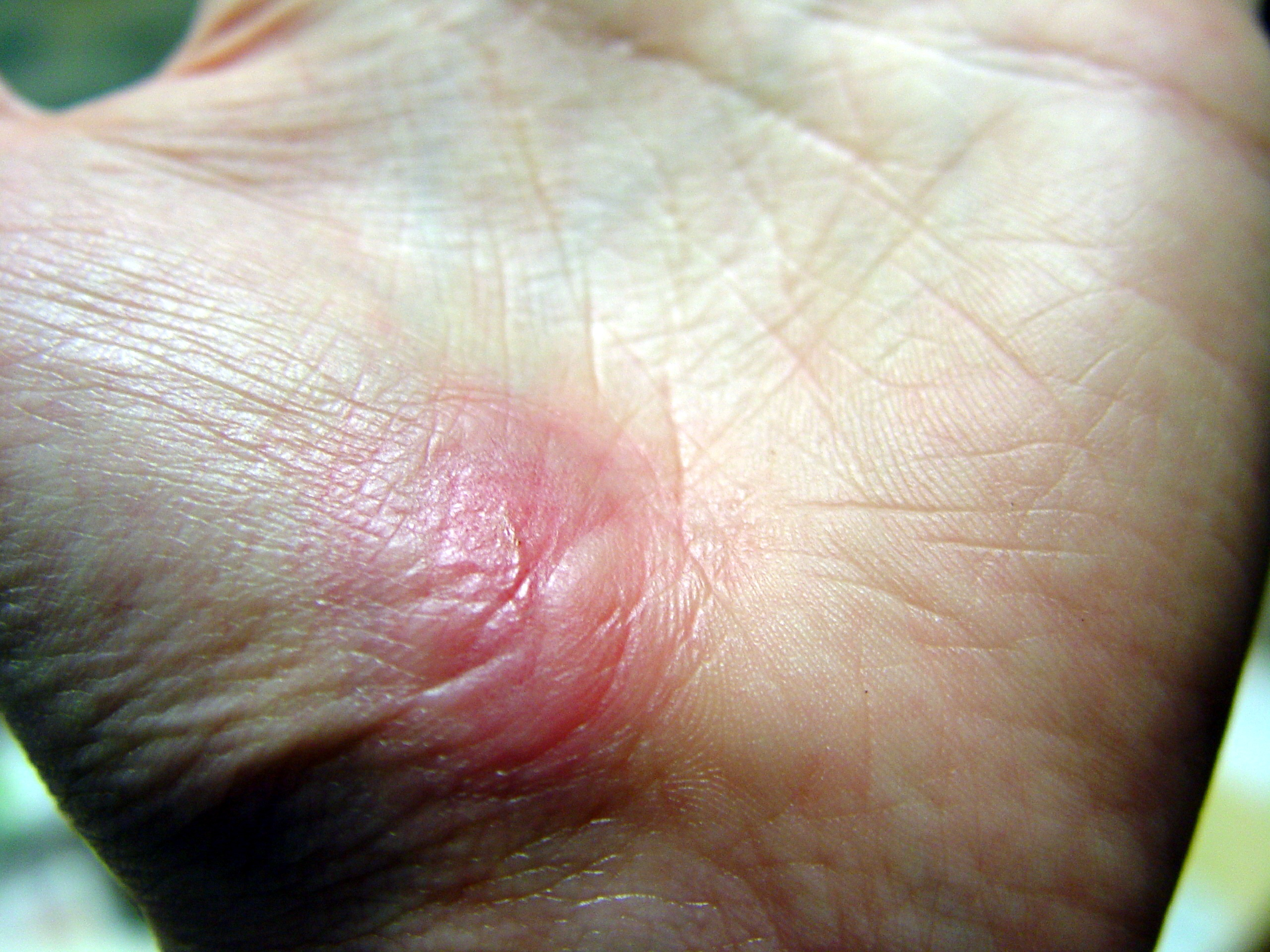
30 dagar 4 timmar 43 minuter efter skada.